# Newportia divergens
Newportia divergens är en mångfotingart som beskrevs av Chamberlin 1922. Newportia divergens ingår i släktet Newportia och familjen Scolopocryptopidae.
Artens utbredningsområde är:
- Belize.
- Guatemala.

Inga underarter finns listade i Catalogue of Life.